# Nemeïsche leeuw

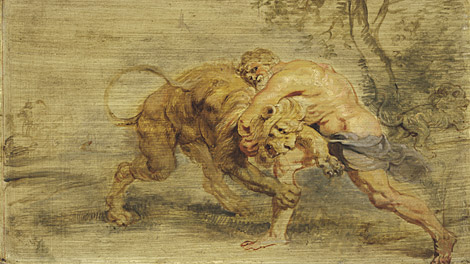
De strijd tussen Herakles en de Nemeïsche leeuw (Peter Paul Rubens).

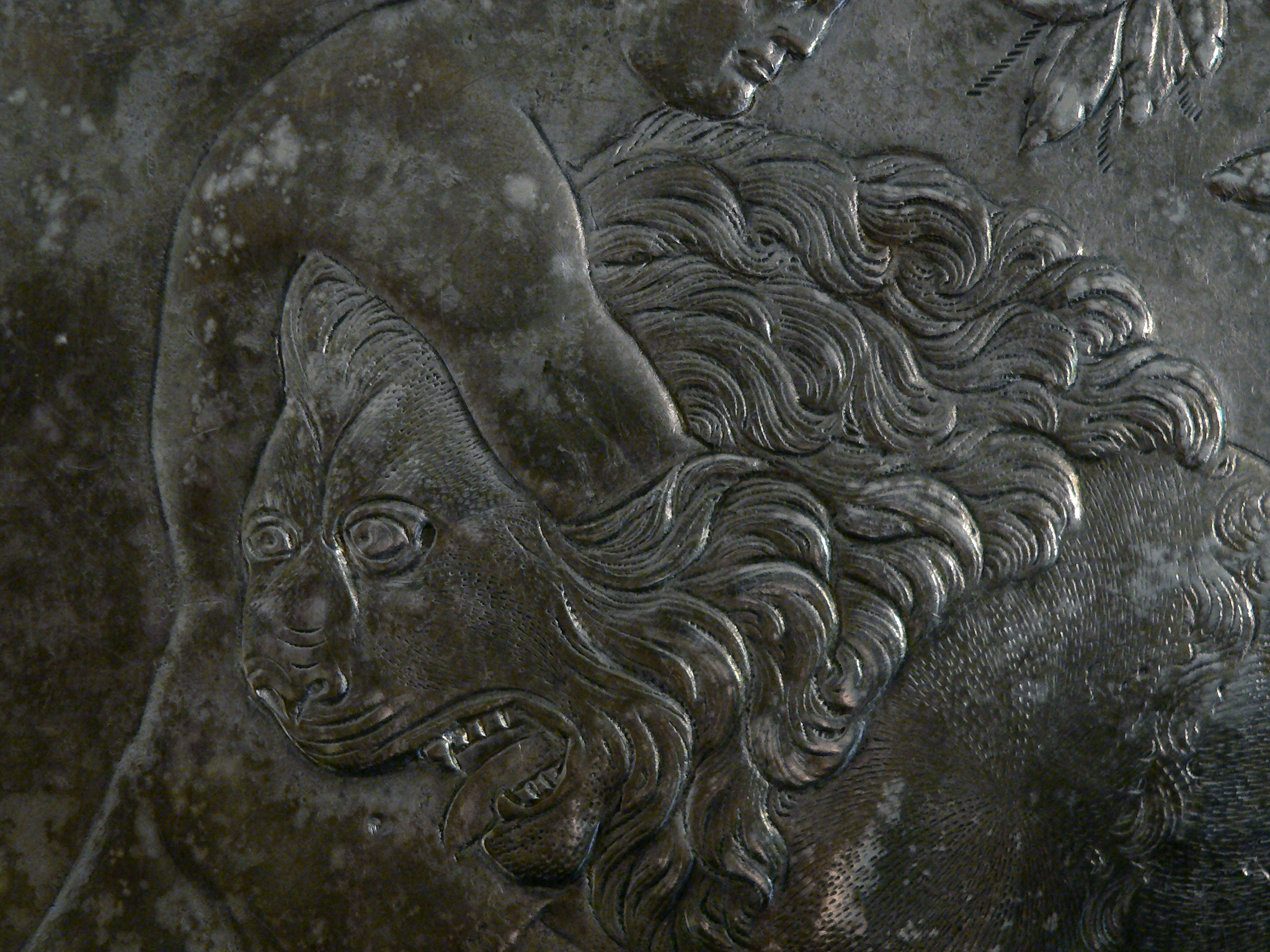
Herakles en de Nemeïsche leeuw.

De Nemeïsche leeuw of leeuw van Nemea  was in de Griekse mythologie een reusachtig beest dat leefde in de wouden van het Griekse Peloponnesos, in Argolis.
Het doodde mens en vee waar het ze tegenkwam en maakte de vallei van Nemea onveilig. Niemand kon het monster verslaan omdat het niet door enig wapen gekwetst kon worden. De mythologie vertelt dat het beest het kind was van Typhon, geboren uit Echidna.
Deze leeuw te verslaan, en als bewijs de huid mee te brengen, was de eerste opdracht die Eurystheus, koning van Tiryns, aanwees voor Herakles, en Herakles gehoorzaamde, en begon daarmee aan zijn boetedoening.
Een maand lang joeg Herakles op de leeuw. De pijlen die hij op het beest afschoot, leken het echter niet te raken. En als hij het al wist te benaderen, dan leek zijn zwaard het niet te deren. Ten slotte wist Herakles het hol van de leeuw te vinden. Hij drong, zijn nutteloze wapens achterlatend, het hol binnen met niet meer dan een uitgetrokken olijfboom als knuppel. Het monster, in het nauw gedreven, kwam met een immense sprong op Herakles af. Maar nog in de sprong wist de held het beest met zijn enorme knots zo hard te raken dat het ter aarde stortte. Voor het zich kon herstellen wierp Herakles zich op het monster. Hij wist het te wurgen, maar pas nadat het beest hem een vinger had afgebeten.
Na de strijd probeerde Herakles de huid van de dode leeuw te stropen, maar zelfs nu nog bleek mes noch pijl noch zwaard daardoorheen te kunnen dringen. Ten slotte slaagde hij er in de huid open te snijden door de scherpe klauwen van de leeuw zelf te gebruiken. Sinds die tijd droeg Herakles altijd de kop van de leeuw als helm, en was de huid voor hem zowel een mantel als een harnas.
Nemeïsche leeuw · 
Hydra van Lerna · 
Hinde van Keryneia · 
Erymanthisch zwijn · 
Stallen van Augias · 
Stymphalische vogels · 
Stier van Kreta · 
Vleesetende paarden van Diomedes · 
Gordel van Hippolyte · 
Kudde van Geryones · 
Gouden appels van de Hesperiden · 
Kerberos